# Зембницкий, Яким Григорьевич
Яким Григорьевич Зембницкий (1784—1851) — русский педагог и учёный, профессор Главного педагогического института, директор Императорского минералогического общества (1827—1842); статский советник.

## Биография
Родился в 1784 году. Происходил из духовного сословия. Первоначально обучался в Черниговской духовной семинарии, затем — в Главном педагогическом институте, который окончил в 1807 году.
С 1808 года работал старшим учителем естественной истории, технологии и торговли в старшем классе Петербургской губернской гимназии. После этого был приглашён читать естественную историю в Императорском Воспитательном доме (1814), геологию и ботанику — в Горном кадетском корпусе (1814), ботанику — в Благородном пансионе при университете (1817). В Благородном пансионе учеником Зембницкого был будущий русский композитор Михаил Глинка, который любил естественные науки, особенно зоологию.
Также ботанику он преподавал в Санкт-Петербургском университете (1819), где в 1822 году он был утверждён в звании адъюнкта, а затем — экстраординарного профессора. Зембницкий стоял у истоков преподавания палеонтологии (в Горном институте), где в 1826 году он начал читать самостоятельный курс петроматогнозии (так в то время называлась палеонтология).  С 1829 года Зембницкий преподавал минералогию и геогнозию (название для науки o минералах, рудах и горных породах, предложенное немецкими учёными Георгом Фюкселем) в Главном инженерном училище, зоологию и ботанику — в Главном педагогическом институте: в качестве экстраординарного (1832) и потом ординарного профессора (1836). Один из его многочисленных студентов вспоминал: «В круг его педагогической деятельности входили зоология, ботаника, минералогия, геогнозия и петроматогнозия…».
Яким Григорьевич Зембницкий был одним из членов-учредителей Императорского минералогического общества, в наполнении коллекции которого он принимал участие. Он был автором многих сочинений и переводов. В разное время он помещал свои статьи в журналах «Указатель открытий», «Северная пчела», «Журнал Министерства внутренних дел» и в «Энциклопедическом лексиконе» Плюшара.
Умер 6 (18) ноября 1851 года.